# Ом Чін Хан
Ом Чін Хан (кор. 엄진한; нар. 9 квітня 1964) — південнокорейський борець греко-римського стилю, чемпіон, дворазовий срібний та дворазовий бронзовий призер чемпіонатів Азії, дворазовий чемпіон Азійських ігор, учасник трьох Олімпійських ігор.

## Життєпис
Боротьбою почав займатися з 1977 року.
Тренер — Чон Чо Ян.

## Спортивні результати на міжнародних змаганнях

### Виступи на Олімпіадах
| Змагання                    | Збірна         | Вагова категорія                 | Місце |
| --------------------------- | -------------- | -------------------------------- | ----- |
| Літні Олімпійські ігри 1988 | Південна Корея | греко-римська боротьба, до 90 кг | 18    |
| Літні Олімпійські ігри 1992 | Південна Корея | греко-римська боротьба, до 90 кг | 11    |
| Літні Олімпійські ігри 1996 | Південна Корея | греко-римська боротьба, до 90 кг | 20    |

### Виступи на Чемпіонатах світу
| Змагання                        | Збірна         | Вагова категорія                 | Місце |
| ------------------------------- | -------------- | -------------------------------- | ----- |
| Чемпіонат світу з боротьби 1989 | Південна Корея | греко-римська боротьба, до 90 кг | 4     |
| Чемпіонат світу з боротьби 1990 | Південна Корея | греко-римська боротьба, до 90 кг | 4     |
| Чемпіонат світу з боротьби 1991 | Південна Корея | греко-римська боротьба, до 90 кг | 6     |

### Виступи на Чемпіонатах Азії
| Змагання                       | Збірна         | Вагова категорія                 | Місце  |
| ------------------------------ | -------------- | -------------------------------- | ------ |
| Чемпіонат Азії з боротьби 1989 | Південна Корея | греко-римська боротьба, до 90 кг | Бронза |
| Чемпіонат Азії з боротьби 1991 | Південна Корея | греко-римська боротьба, до 90 кг | Золото |
| Чемпіонат Азії з боротьби 1993 | Південна Корея | греко-римська боротьба, до 90 кг | Срібло |
| Чемпіонат Азії з боротьби 1995 | Південна Корея | греко-римська боротьба, до 90 кг | Срібло |
| Чемпіонат Азії з боротьби 1996 | Південна Корея | греко-римська боротьба, до 90 кг | Бронза |

### Виступи на Азійських іграх
| Змагання           | Збірна         | Вагова категорія                 | Місце  |
| ------------------ | -------------- | -------------------------------- | ------ |
| Азійські ігри 1990 | Південна Корея | греко-римська боротьба, до 90 кг | Золото |
| Азійські ігри 1994 | Південна Корея | греко-римська боротьба, до 90 кг | Золото |

### Виступи на Кубках світу
| Змагання                    | Збірна         | Вагова категорія                 | Місце |
| --------------------------- | -------------- | -------------------------------- | ----- |
| Кубок світу з боротьби 1991 | Південна Корея | греко-римська боротьба, до 90 кг | 4     |